# Copacabanana (sång)
"Copacabanana" är en låt framförd av den svenska popsångaren Sean Banan, skriven tillsammans med Ola Lindholm, Hans Blomberg och Joakim Larsson. Låten var Sean Banans bidrag i Melodifestivalen 2013 och släppes på albumet Copacabanana den 24 februari 2013. Låten nådde som bäst tredje plats på Sverigetopplistan.
Framträdandet av Copacabanana i Melodifestivalen uppskattades kosta över en halv miljon kronor.
Reglerna sade att max åtta personer får medverka på scenen, men genom att placera ut sju medverkande i publiken kringgicks reglerna.

## Listplaceringar
| Lista (2013) | Topplacering |
| ------------ | ------------ |
| Sverige      | 3            |

### Fotnoter
1. 1 2  Helena Trus, Martin Gustafsson, Tobbe Ek. "Bränner 3 000 i sekunden", Aftonbladet, 8 februari 2013. Läst den 14 mars 2015.
2. ↑  ”Copacabanana”. Hitparad. http://hitparad.se/showitem.asp?interpret=Sean+Banan&titel=Copacabanana&cat=s. Läst 3 april 2013.